# 264020 Stuttgart
264020 Stuttgart este un asteroid din centura principală de asteroizi.

## Descriere
264020 Stuttgart este un asteroid din centura principală de asteroizi. A fost descoperit pe 17 august 2009 la Tzec Maun de Erwin Schwab. Asteroidul prezintă o orbită caracterizată de o semiaxă mare de 2,45 ua, o excentricitate de 0,11 și o înclinație de 6,7° în raport cu ecliptica.